# Грб Суботице
Грб града Суботица је исти као историјски грб од 1. маја 1779, када је Суботица добила статус слободног краљевског града, под новим именом: Maria Theresienstadt. Грб је у савременој употреби од 1997. године.

## Опис грба
Грб је у облику печата, штит у барокном орнаменту, раздељен. Горе у плавом седи Богородица одевена у црвено, држи малог Исуса у крилу окружена златном светлошћу, а поред ње стоји Света Терезија одевена као Кармелићанка, која пружа руке према њима. Доле у црвеној позадини златни пропети лав држи закривљени сребрни мач изнад главе. Штит је окружен лиснатом круном и налази се унутар кружног печата у којем је исписано: Sigillum Liberæ et Regiæ Civitatis Maria Theresiopolis. Горњи део грба односи се на ново име града, а доњи симбол је преузет са грба Тамишког Баната који је до 1778. био посебна хабзбуршка крунска земља.

## Употреба
Прихваћена 7.6.2002.

## Историјске варијанте
На документима града који се чувају у Историјском архиву Суботице виде се поједине разлике у приказивању грба.
На пример унутар грба који је приказан у заглављу мапе града из 1884. у десном пољу је приказан стојећи лик особе која изгледа као светац са књигом у руци (света Терезија Авилска?), а лав је са гривом. Постоји и незнатна разлика у изгледу круне.
У варијанти грба коју је насликао непознати бечки аутор у повељи Привилегија коморске вароши Сент-Мариа коју је 1743. године Суботици послала царица Марија Терезија, такође постоје разлике, на пример лав је с два репа и држи мач у десној руци.
Грб града приказан на рељефу Суботичке градске куће постављен 1908. године такође приказује лава који држи сабљу у десној руци.